# Лавров, Вукол Михайлович
Вуко́л Миха́йлович Лавро́в (11 [23] сентября 1852, Елец, Орловская губерния — 10 [23] января 1912, Московская губерния) — русский журналист и переводчик.

## Биография

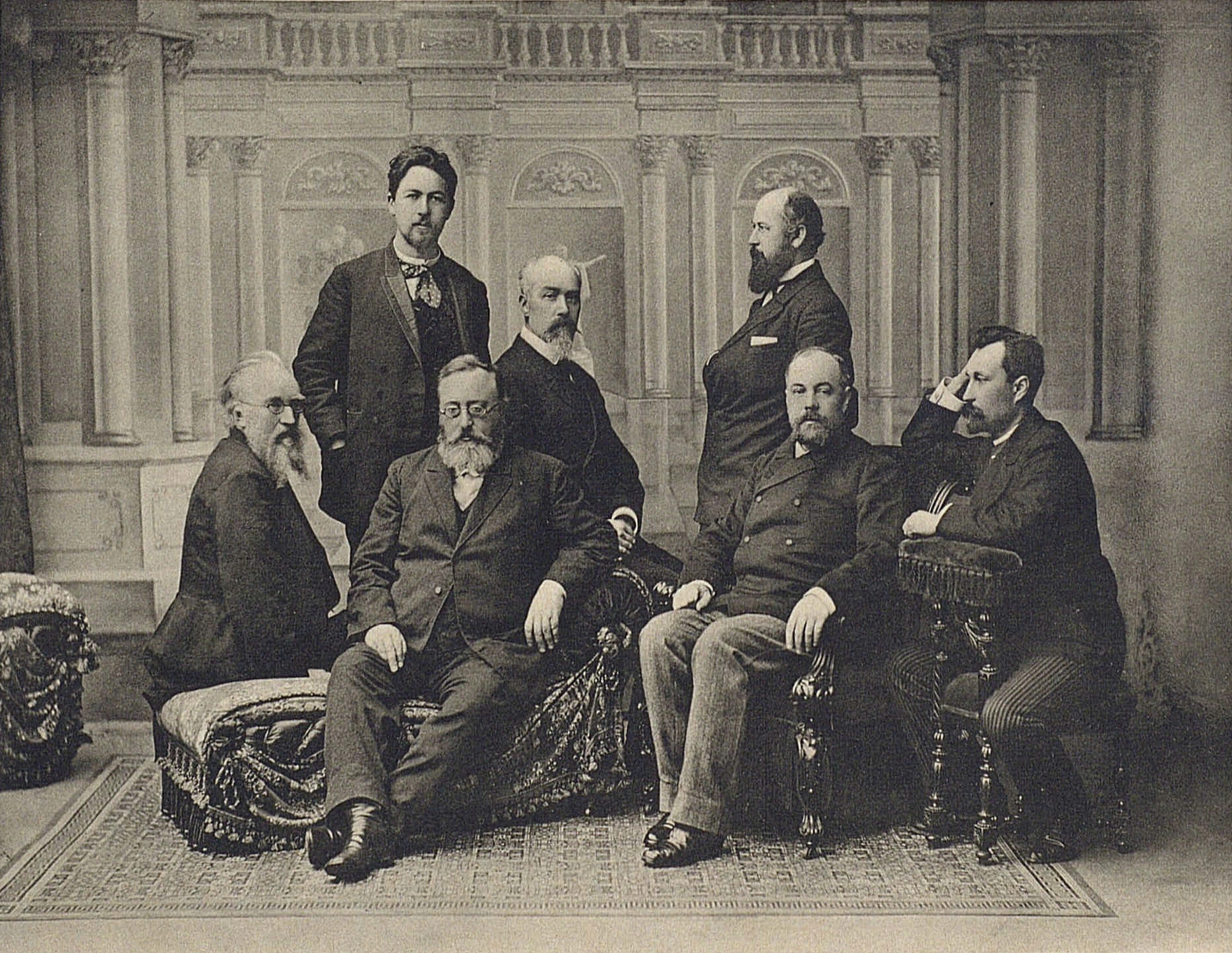
В редакции «Русской мысли»:
стоят — А. П. Чехов и В. А. Гольцев,
сидят — М. Н. Ремезов, М. А. Саблин,
И. И. Иванюков, В. М. Лавров, И. Н. Потапенко.

Вукол Лавров родился 11 (23) сентября 1852 года в городе Елец Орловской губернии в купеческой семье. Окончил три класса елецкого городского училища и стал помогать отцу в торговле хлебом.
С 1880 года издавал в Москве журнал «Русская мысль», редактором которого стал в 1882 году. «Русская мысль» придерживалась умеренного конституционализма, что подготовило идейно и организационно создание партии кадетов (конституционных демократов).
Много переводил с польского. Отдельно вышли его переводы Сенкевича: «Американские очерки» (вместе с Л. И. Пальминым, 1883); «Огнём и мечом» (1886), «Потоп» (1888), «Без догмата», «Янко музыкант», «Повести и рассказы», «Пойдем за ним», «Семья Поланецких», «Через степи»; «Бурное время» Т. Т. Ежа, Элизы Ожешко, Марии Конопницкой, Владислава Реймонта и другие.
В 1904 году был избран почётным членом Общества любителей российской словесности.
Умер 10 (23) января 1912 года в своей усадьбе Малеевке (деревня Вертошино, 12 км севернее станции Шелковка (недалеко от Старой Рузы) и был похоронен в Москве на Ваганьковском кладбище (участок 15).